# Municipio de Jasper (condado de Camden)
Jasper Township es una subdivisión territorial del condado de Camden, Misuri, Estados Unidos. Según el censo de 2020, tiene una población de 4878 habitantes.
Tiene un código de clase Z1, que indica que no está en funcionamiento (non-functioning county subdivision).

## Geografía
La subdivisión está ubicada en las coordenadas 38°09′29″N 92°47′31″O / 38.15806, -92.79194 (38.157991, -92.79188). Según la Oficina del Censo, tiene una superficie total de 140.29 km², de los cuales 104.86 km² corresponden a tierra firme y 35.43 km² es agua.

## Demografía
Según el censo de 2020, hay 4878 personas residiendo en la zona. La densidad de población es de 47 hab./km². El 93.93% de los habitantes son blancos, el 0.23% son afroamericanos, el 0.41% son amerindios, el 0.25% son asiáticos, el 0.04% son isleños del Pacífico, el 0.47% son de otras razas y el 4.67% son de una mezcla de razas. Del total de la población, el 1.17% son hispanos o latinos de cualquier raza.